# Devon McTavish
Devon McTavish (Winchester, 8 agosto 1984) è un ex calciatore statunitense, di ruolo centrocampista.